# 3407 Jimmysimms
3407 Jimmysimms (1973 DT) là một tiểu hành tinh vành đai chính được phát hiện ngày 28 tháng 2 năm 1973 bởi L. Kohoutek ở Bergedorf.